# کوشیرو ۴۰۹۶
سیارک ۴۰۹۶ (به انگلیسی: 4096 Kushiro، نامگذاری:1987VC) چهار هزار و نود و ششمین سیارک کشف شده‌است که در ۱۵ نوامبر ۱۹۸۷ کشف شد.
قدر مطلق سیارک برابر ۱۲٫۵۰ است.